# Alopia nefasta
Alopia nefasta is een slakkensoort uit de familie van de Clausiliidae. De wetenschappelijke naam van de soort werd voor het eerst geldig gepubliceerd in 1894 door M. von Kimakowicz.